# Veenhuizen (Coevorden)
 Veenhuizen  (Drents: Veenhuusn) is een buurtschap in de gemeente Coevorden, provincie Drenthe (Nederland).
De buurtschap ligt ten zuiden van de A37, ten westen van Dalen.
Plaatsen: Aalden · Achterste Erm · Benneveld · Coevorden · Dalen · Dalerpeel · Dalerveen · De Kiel · Diphoorn · Eldijk · Erm · Gees · Geesbrug · 't Haantje · Holsloot · Langerak · Meppen · Nieuwe Krim · Nieuwlande (deels) · Noord-Sleen · Oosterhesselen · Schoonoord · Sleen · Steenwijksmoer · Stieltjeskanaal · Veenhuizen · Wachtum · Wezup · Wezuperbrug · Zweeloo · Zwinderen

Overige: Ballast · De Haar · De Mars · Den Hool · Kibbelveen · Klooster · Padhuis · Pikveld · Schimmelarij · Vlieghuis · Weijerswold

Drenthe: Steden en dorpen      Nederland: Provincies · Gemeenten